# Adoretus occultus
Adoretus occultus är en skalbaggsart som beskrevs av Benderitter 1923. Adoretus occultus ingår i släktet Adoretus och familjen Rutelidae. Inga underarter finns listade i Catalogue of Life.